# Groszmann Miksa
Groszmann Miksa (Buda, 1872. június 27. – Budapest, 1913. július 19.) nyomdász, szociáldemokrata vezető, a munkáspénztár aligazgatója

## Élete
Groszmann Dávid és Berger Betti gyermeke, izraelita vallású. Az 1890-es években Németországban, Belgiumban, Hollandiában és Dániában is volt, majd 1896-ban egyik szervezője volt a nyomdászsztrájknak, és bekerült a nyomdászszakszervezet vezetőségébe. 1897 és 1907 között az MSZDP vezetőségéhez tartozott, 1898-tól 1907-ig pedig mások mellett a Volkstimme szerkesztője volt. Többször szenvedett börtönbüntetést tevékenysége miatt. 1907-től haláláig az Országos Munkásbetegsegélyező és Balesetbiztosító Pénztár aligazgatójaként tevékenykedett. Jelentős szónoka volt a szociáldemokrata mozgalomnak, és meghatározó szereppel bírt a szociáldemokrata párt irányvonalának kijelölésében.
Haláláról beszámolt a Budapesti Hírlap és a Vasárnapi Ujság is.